# نهر أوهي
نهر أوهي في ولاية سكسونيا السفلى, ألمانيا. يتكون من التقاء  نهر ماركا غرب فريسويذ ونهر Sagter Ems .